# Brilglasvleugelwants
De brilglasvleugelswants (Stictopleurus abutilon) is een wants uit de familie knotswantsen (Rhopalidae). De soort werd voor het eerst wetenschappelijk beschreven door Pietro Rossi in 1790.

## Uiterlijk
De brilglasvleugelwants is geelbruin tot bruin. Het achterlichaam is roodachtig geel tot roodbruin. Net als bij de meeste andere wantsen uit de familie is van het hemi-elytrum (de deels verharde voorvleugel) het corium (het middelste deel van de voorvleugel) transparant. De lengte is 7,1 – 8,4 mm.
Hij lijkt heel veel op de grijze glasvleugelwants (Stictopleurus punctatonervosus). Vooral de wat minder duidelijk getekende wantsen zijn bijna niet uitelkaar te houden.
Verschillen zijn:
- Brilglasvleugelwants (Stictopleurus abutilon) :
  - Altijd bruinig.
  - Het halsschild is iets zwakker en iets minder regelmatig bestippeld (gepunteerd). Aan de bovenkant is het halsschild wat sterker bestippeld.
  - De tekening aan de bovenkant van het halsschild bestaat uit twee gesloten cirkeltjes. Er loopt een vaag bandje tussen de twee cirkeltjes. Dat bandje is in het midden onderbroken. Het lijkt op een brilletje.
- Grijze glasvleugelwants (Stictopleurus punctatonervosus):
  - Wat meer grijzig bruin, vaak donkerder.
  - Het halsschild is geheel en regelmatig bestippeld.
  - De tekening aan de bovenkant van het halsschild bestaat uit twee aan de bovenkant niet gesloten cirkeltjes. Er loopt een vaag bandje tussen de twee halve cirkeltjes. Dat bandje is in het midden onderbroken. Het lijkt op een brilletje.

## Verspreiding en habitat
De brilglasvleugelwants komt voor in Europa van Scandinavië tot in het Middellandse Zeegebied en naar het oosten tot in Siberië. Hij heeft een voorkeur voor droge tot matig vochtige, open leefgebieden en zijn vaak te vinden op braakliggend terrein met een rijke vegetatie. Ze leven in de kruidlaag.

## Leefwijze
De brilglasvleugelwants leeft fytofaag op planten uit de composietenfamilie (Asteracea) en zuigt vooral op de zaden.), De soort overwintert als imago en kan eind april worden waargenomen na de winterslaap. Paringen zijn er in mei. In Nederland is er één generatie. In zuidlijker gelegen landen kunnen twee generaties worden gevormd.